# Lucifer and the Biscuit Hammer
Lucifer and the Biscuit Hammer (jap. 惑星のさみだれ Hoshi no Samidare) – manga autorstwa Satoshiego Mizukamiego, publikowana na łamach magazynu „Young King OURs” wydawnictwa Shōnen Gahōsha od kwietnia 2005 do sierpnia 2010. Na jej podstawie studio NAZ wyprodukowało serial anime, który emitowano od lipca do grudnia 2022 w bloku Animeism.

## Fabuła
Yuuhi Amamiya to młody, mizantropijny student, który pewnego dnia budzi się i dostrzega na swoim łóżku jaszczurkę. Zwierzę wyjaśnia chłopakowi, że został wybrany na Rycerza Bestii – magicznego wojownika, którego zadaniem jest pomóc księżniczce w pokonaniu maga pragnącego zniszczyć świat za pomocą ogromnego młota unoszącego się w kosmosie zwanego Herbatnikowym Młotem. Choć Yuuhi początkowo nie jest zainteresowany angażowaniem się w tę sprawę, zmienia zdanie, gdy spotyka księżniczkę, Samidare Asahinę, która mówi mu o swoim zamiarze pokonania maga i ocalenia świata, aby sama mogła go zniszczyć.

## Bohaterowie

### Rycerze bestii
- Yuuhi Amamiya (jap. 雨宮 夕日 Amamiya Yūhi)

Seiyū: Junya Enoki, Kaede Hondo (dziecko) 
- Samidare Asahina (jap. 朝日奈 さみだれ Asahina Samidare)

Seiyū: Naomi Ōzora 
- Hangetsu Shinonome (jap. 東雲 半月 Shinonome Hangetsu)

Seiyū: Shuuhei Iwase, Anna Kitamoto (dziecko) 
- Mikazuki Shinonome (jap. 東雲 三日月 Shinonome Mikazuki)

Seiyū: Gen Satō 
- Souichirou Nagumo (jap. 南雲 宗一朗 Nagumo Sōichirō)

Seiyū: Tetsu Inada 
- Yayoi Hakudou (jap. 白道 八宵 Hakudō Yayoi)

Seiyū: Aya Suzaki 
- Taiyou Akane (jap. 茜 太陽 Akane Taiyō)

Seiyū: Mutsumi Tamura 
- Hyou Shimaki (jap. 風巻 豹 Shimaki Hyō)

Seiyū: Yoshitsugu Matsuoka 
- Subaru Hoshikawa (jap. 星川 昴 Hoshikawa Subaru)

Seiyū: Chihaya Yoshitake 
- Yukimachi Tsukishiro (jap. 月代 雪待 Tsukishiro Yukimachi)

Seiyū: Moeha Nochimoto 
- Inachika Akitani (jap. 秋谷 稲近 Akitani Inachika)

Seiyū: Kazuhiro Yamaji, Haruki Ishiya (dziecko) 
- Tarou Kusakabe (jap. 日下部 太朗 Kusakabe Tarō)

Seiyū: Shun’ichi Toki 
- Hanako Sorano (jap. 宙野 花子 Sorano Hanako)

Seiyū: Chinatsu Hirose 

### Chowańce
- Noi Crezant (jap. ノイ=クレザント Noi Kurezanto)

Seiyū: Kenjirō Tsuda 
- Ludo Shubarie (jap. ルド=シュバリエ Rudo Shubarie)

Seiyū: Shōya Ishige 
- Muu (jap. ムー Mū)

Seiyū: Atsuko Tanaka 
- Dance Dark (jap. ダンス=ダーク Dansu Dāku)

Seiyū: Kentarō Kumagai 
- Shea Moon (jap. シア=ムーン Shia Mūn)

Seiyū: Hyo-sei 
- Loki Helios (jap. ロキ=ヘリオス Roki Heriosu)

Seiyū: Manabu Muraji 
- Coo Ritter (jap. クー=リッター Kū Rittā)

Seiyū: Nagisa Kakegawa 
- Lee Soleil (jap. リー=ソレイユ Rī Soreiyu)

Seiyū: Mitsuo Iwata 
- Ron Yue (jap. ロン=ユエ)

Seiyū: Katsuji Mori 
- Zan Amal (jap. ザン=アマル Zan Amaru)

Seiyū: Tetsuei Sumiya 
- Lance Lumiere (jap. ランス=リュミエール Ransu Ryumiēru)

Seiyū: Kazutomi Yamamoto 
- Kil Zonne (jap. キル=ゾンネ Kiru Zon’ne)

Seiyū: Ruriko Aoki 

### Inni
- Anima (jap. アニマ)

Seiyū: M.A.O 
- Animus (jap. アニムス Animusu)

Seiyū: Tatsumaru Tachibana 
- Hisame Asahina (jap. 朝日奈 氷雨 Asahina Hisame)

Seiyū: Azusa Tadokoro 

## Manga
Seria ukazywała się w magazynie „Young King OURs” od 28 kwietnia 2005 do 30 sierpnia 2010. Wydawnictwo Shōnen Gahōsha zebrało jej rozdziały w 10 tankōbonach, wydanych między 27 stycznia 2006 a 30 listopada 2010.
Spin-off autorstwa Ichiri Seto, zatytułowany Sono ato no Hero (jap. その後のヒーロー), ukazał się 30 września 2022 w magazynie „Young King OURs” (numer 11/2022). Wydawnictwo Shōnen Gahōsha zebrało opublikowane rozdziały w jednym tankōbonie, wydanym 10 listopada 2022.
| Nr | Data wydania (język japoński) | ISBN (język japoński)  |
| -- | ----------------------------- | ---------------------- |
| 1  | 27 stycznia 2006              | ISBN 978-4-7859-2605-2 |
| 2  | 27 września 2006              | ISBN 978-4-7859-2687-8 |
| 3  | 28 maja 2007                  | ISBN 978-4-7859-2787-5 |
| 4  | 26 października 2007          | ISBN 978-4-7859-2872-8 |
| 5  | 26 maja 2008                  | ISBN 978-4-7859-2967-1 |
| 6  | 29 października 2008          | ISBN 978-4-7859-3050-9 |
| 7  | 30 kwietnia 2009              | ISBN 978-4-7859-3153-7 |
| 8  | 10 listopada 2009             | ISBN 978-4-7859-3262-6 |
| 9  | 19 maja 2010                  | ISBN 978-4-7859-3385-2 |
| 10 | 30 listopada 2010             | ISBN 978-4-7859-3518-4 |

## Anime
Adaptacja w formie telewizyjnego serialu anime została ogłoszona 24 stycznia 2022. Seria została wyprodukowana przez studio NAZ i wyreżyserowana przez Nobuakiego Nakanishiego. Scenariusz napisali Satoshi Mizukami, oryginalny autor mangi, oraz Yūichirō Momose, postacie zaprojektował Hajime Hatakeyama, a muzykę skomponował Takatsugu Wakabayashi. Anime było emitowane od 9 lipca do 24 grudnia 2022 na antenach MBS, TBS i BS-TBS w bloku programowym Animeism. Prawa do streamingu serii nabył Crunchyroll.

### Ścieżka dźwiękowa
| Odcinki        | Tytuł                                           | Wykonawcy     | Źródło   |
| Czołówka       | Czołówka                                        | Czołówka      | Czołówka |
| -------------- | ----------------------------------------------- | ------------- | -------- |
| 1–12           | „Gyōkō” (jap. 暁光)                             | Half time Old | [ 23 ]   |
| 13–24          | „Be the Hero”                                   | Raon          | [ 24 ]   |
| Napisy końcowe |                                                 |               |          |
| 1–12           | „Reflexion”                                     | SpendyMily    | [ 23 ]   |
| 13–17, 19–24   | „Zero”                                          | Sano Ibuki    | [ 24 ]   |
| 18             | „Babylon tenshi no uta” (jap. バビロン天使の詩) | The Pillows   | [ 25 ]   |

## Odbiór
W 2011 roku manga była nominowana do 42. nagrody Seiun w kategorii komiks.